# كلنتن
كِلَنتَن دار النعيم، (أبجدية جاوية: كلنتن)، (بالملايو: كلنتن دار النعيم" وباللغة الملايوية اللاتينية: "Kelantan"، بالتايلاندية: "กลันตัน") هي ولاية ماليزية في شمال شرق شبه جزيرة الملايو، وعاصمة الإقليم هي مدينة كوتا بهارو.
وكلنتن معناها : الصاعقة، وسُميت بذلك لكثرة سماع صوت الصواعق فيها. وهو الإقليم الوحيد الذي يسيطر عليه الحزب الإسلامي الماليزي لسنين عديدة.
وكلنتن أكثر الأقاليم الماليزية تمسكا بالأبجدية الجاوية، وهو استعمال الأبجدية العربية لكتابة اللغة الملايوية.
يعيش مجموعة من أهل كلنتن في المنطقة الغربية من المملكة العربية السعودية وخاصة بمكة، ومنهم: الشيخ عبد الرحيم إدريس كلنتن أحد مشايخ الحرم المكي.

## كلنتن وفطاني
تاريخياً ارتبطت كلنتن بوشائج قوية مع مملكة فطاني. وبالرغم من أن كلنتن وفطاني اليوم تتبعان دولتان مختلفتان (ماليزيا وتايلاند)، إلا أن الشعب على جانبي الحدود هو نفس الشعب ثقافيا وعرقيا ودينيا. وكل يوم يعبر الألاف الحدود من جانبيها ليزوروا أقاربهم في الطرف الآخر.

## أعلام
- إيفان يو
- عبد الحليم عبد الرحمن
- وان عبد الرحيم
- نك عبد العزيز نك مات